# Argyrogramma admonens
Argyrogramma admonens là một loài bướm đêm trong họ Noctuidae.